# Mylopotamos
Mylopotamos (griechisch Δήμος Μυλοποτάμου) ist eine Gemeinde (Δήμος, Dimos) im Regionalbezirk Rethymno auf der griechischen Mittelmeerinsel Kreta.
Das heutige Eleutherna war seit 1212 Sitz des römisch-katholischen Bistums Milopotamus, das 1669 aufgehoben und in ein Titularbistum umgewandelt wurde; seit 1931 firmiert es unter Titularbistum Eleutherna. 
Im 17. Jahrhundert wurde das Vosakou-Kloster in Geropotamos an einem Nordhang eines Plateaus im Tallaia-Gebirge errichtet.

## Verwaltungsgliederung
Die Gemeinde Mylopotamos wurde durch den Zusammenschluss der seit 1997 bestehenden Gemeinden Geropotamos, Mylopotamos und Kouloukonas und Zonians im Rahmen der Verwaltungsreform 2010 gegründet. Verwaltungssitz ist Perama. Die bisherigen Gemeinden haben Gemeindebezirks-Status.
| Gemeindebezirk | griechischer Name            | Code   | Fläche (km²) | Einwohner 2011 | Kinotita (Κοινότητα) | Lage |
| -------------- | ---------------------------- | ------ | ------------ | -------------- | --- | ---- |
| Geropotamos    | Δημοτική Ενότητα Γεροποτάμου | 730501 | 194,970      | 7.777          | Perama, Angeliana, Agios Mamas, Alfa, Achlades, Kalandare, Margarites, Melidoni, Melissourgaki, Orthes, Panormos, Pasalites, Roumeli, Sises, Skepasti, Choumeri |      |
| Kouloukonas    | Δημοτική Ενότητα Κουλούκωνα  | 730503 | 147,511      | 5.469          | Garazo, Agia, Agios Ioannis Mylopotamou, Aloides, Axos, Apladiana, Aimonas, Veni, Damavolos, Doxaro, Episkopi, Theodora, Kalyvos, Kryoneri, Livadia, Chonos     |      |
| Zoniana        | Δημοτική Ενότητα Ζωνιανών    | 730502 | 017,103      | 1.117          | Zoniana |      |
| Gesamt         | Gesamt                       | 7305   | 360,584      | 14.363         | |      |

## Sonstiges
Die Region Mylopotamos wird seitens den griechischen Behörden als „gefährliche Gegend“ eingestuft. Die Polizei weist wegen des verbreiteten Cannabis-Anbaus auf Clan-Aktivitäten hin, die die Region seit Jahrzehnten terrorisieren.